# Lotta libera ai Giochi della XVI Olimpiade - Pesi medio-massimi
La competizione della categoria pesi medio-massimi (fino a 87 kg) di lotta libera dei Giochi della XVI Olimpiade si è svolta dal 28 novembre al 1º dicembre 1956 al Royal Exhibition Building di Melbourne.

## Formato
Ad ogni incontro venivano assegnate le seguenti penalità:
- 0 = Al vincitore per schienata
- 1 = Al vincitore per decisione (verdetto di tre giudici)
- 2 = Allo sconfitto per decisione (1:2)
- 3 = Allo sconfitto per decisione (0:3) o schienata

Con cinque penalità o più il lottatore veniva eliminato.
I tre lottatori rimasti disputavano un torneo finale con i risultati acquisiti nel precedenti turni.

## Risultati
| Legenda                                  | Legenda |
| ---------------------------------------- | ------- |
| Lottatore con 5 penalità o più Eliminato |         |

### 1º Turno
Si è disputato il 28 novembre.
| Vincitore          | Pen. | Risultato | Sconfitto         | Pen. |
| ------------------ | ---- | --------- | ----------------- | ---- |
| Kevin Coote        | 1    | 3:0       | Bob Steckle       | 3    |
| Gholam Reza Takhti | 0    | Schienata | Jan Theron        | 3    |
| Pete Blair         | 0    | Schienata | Veikko Lahti      | 3    |
| Adil Atan          | 0    | Schienata | Mitsuhiro Ohira   | 3    |
| Boris Kulayev      | 1    | 3:0       | Viking Palm       | 3    |
| Gerry Martina      | 1    | 3:0       | Spyros Defteraios | 3    |

### 2º Turno
Si è disputato il 29 novembre.
| Vincitore          | Pen. | Risultato | Sconfitto         | Pen. |
| ------------------ | ---- | --------- | ----------------- | ---- |
| Jan Theron         | 4    | 3:0       | Kevin Coote       | 4    |
| Gholam Reza Takhti | 0    | Schienata | Bob Steckle       | 6    |
| Mitsuhiro Ohira    | 4    | 2:1       | Veikko Lahti      | 5    |
| Viking Palm        | 4    | 3:0       | Pete Blair        | 3    |
| Boris Kulayev      | 2    | 2:1       | Adil Atan         | 2    |
| Gerry Martina      | 1    | Esentato  |                   |      |
|                    |      | Ritirato  | Spyros Defteraios | -    |

### 3º Turno
Si è disputato il 30 novembre.
| Vincitore          | Pen. | Risultato | Sconfitto       | Pen. |
| ------------------ | ---- | --------- | --------------- | ---- |
| Kevin Coote        | 4    | Schienata | Gerry Martina   | 4    |
| Pete Blair         | 3    | Schienata | Jan Theron      | 7    |
| Gholam Reza Takhti | 0    | Schienata | Mitsuhiro Ohira | 7    |
| Adil Atan          | 3    | 2:1       | Viking Palm     | 6    |
| Boris Kulayev      | 2    | Esentato  |                 |      |

### 4º Turno
Si è disputato il 1º dicembre.
| Vincitore          | Pen. | Risultato | Sconfitto     | Pen. |
| ------------------ | ---- | --------- | ------------- | ---- |
| Boris Kulayev      | 2    | Schienata | Gerry Martina | 7    |
| Gholam Reza Takhti | 0    | Schienata | Kevin Coote   | 7    |
| Pete Blair         | 4    | 3:0       | Adil Atan     | 6    |

### Turno finale
Si è disputato il 1º dicembre.
| Vincitore          | Pen. | Risultato | Sconfitto     | Pen. |
| ------------------ | ---- | --------- | ------------- | ---- |
| Gholam Reza Takhti |      | 3:0       | Boris Kulayev |      |
| Boris Kulayev      |      | 3:0       | Pete Blair    |      |
| Gholam Reza Takhti |      | 3:0       | Pete Blair    |      |

## Classifica finale
| Pos.    | Atleta             | Nazione          | V.S. |
| ------- | ------------------ | ---------------- | ---- |
| Oro     | Gholam Reza Takhti | Iran             | 2:0  |
| Argento | Boris Kulayev      | Unione Sovietica | 1:1  |
| Bronzo  | Pete Blair         | Stati Uniti      | 0:2  |
| 4       | Gerry Martina      | Irlanda          |      |
| 4       | Adil Atan          | Turchia          |      |
| 6       | Kevin Coote        | Australia        |      |
| 7       | Viking Palm        | Svezia           |      |
| 8       | Mitsuhiro Ohira    | Giappone         |      |
| 8       | Jan Theron         | Sudafrica        |      |
| 10      | Veikko Lahti       | Finlandia        |      |
| 11      | Bob Steckle        | Canada           |      |
| 12      | Spyros Defteraios  | Grecia           |      |